# Just Dance Now
Just Dance Now là một phiên bản của loạt game Just Dance được phát triển bởi Ubisoft. Nó được phát hành vào ngày 25 tháng 9 năm 2014, có sẵn trong cả App Store và Google Play. Đoạn giới thiệu cho trò chơi đã được công chiếu tại Electronic Entertainment Expo 2014 vào ngày 9 tháng 6 năm 2014. Một phiên bản beta được thử nghiệm tại một số nước trong Châu Âu trước khi phiên bản chính thức được ra mắt.
Just Dance Now dành cho những người không có những thiết chơi game console như Xbox hay Wii. Thay vào đó, Just Dance Now được chơi thông qua trình duyệt dưới dạng một webgame. Các thiết bị có thể truy cập Just Dance Now bao gồm Smart TV, máy tính, máy tính xách tay, máy tính bảng, Chromecast hoặc Apple TV.
Ứng dụng Just Dance Now trên điện thoại hoạt động như một chiếc điều khiển và người chơi chỉ việc cầm điện thoại trên tay để nhảy, cơ chế giống với những loạt tay cầm khác trên console như PS Move hay Wii Remote. Khác với các phiên bản trên console, Just Dance Now không giới hạn số lượng người chơi trong một phòng. Kể từ bản cập nhật tháng 6 năm 2017, trò chơi cho phép người chơi chọn bất kỳ bài hát nào họ muốn bằng cách trả xu thay vì bắt buộc chơi trong một danh sách bài hát miễn phí như trước. Mỗi người chơi có tối đa 200 xu để nhảy 2 lần, 100 xu cần 24 giờ để hồi và để mở khóa hết các bài trong hệ thống thì người chơi cần đăng ký gói VIP.

## Danh sách các bài hát
Đa số các bài hát trong Just Dance Now được lấy từ Just Dance Unlimited và được cập nhật thường xuyên các bài hát mới từ phiên bản mới nhất trong sê-ri.

## Cách chơi
Người chơi tải ứng dụng Just Dance Now về điện thoại (Có sẵn trên Apple Store và Google Pla), đồng thời truy cập justdancenow.com trên trình duyệt web của Smart TV, máy tính, máy tính xách tay, máy tính bảng, Chromecast hoặc Apple TV.
Từ ứng dụng Just Dance Now trên điện thoại, người chơi nhập số phòng hiển thị tại góc màn hình bên trái của trình duyệt hoặc quét mã QR để vào phòng
Chọn bài và nhảy!